# Gazpacho (banda noruega)
Gazpacho es una banda de rock progresivo formada en Oslo, Noruega, en 1996 por Jan-Henrik Ohme (voz), Jon-Arne Vilbo (guitarra) y Thomas Andersen (teclados), a los que se les añadieron Mikael Krømer (violín), Robert Johansen (batería) y Kristian Torp (bajo). Sin haber firmado con ninguna discográfica grande en su carrera, Gazpacho es una de las bandas que ha utilizado internet para promocionar sus trabajos, consiguiendo así el control total sobre sus trabajos y composiciones.
Hasta la fecha, la banda ha publicado diez álbumes de estudio, siendo el último, Fireworker, publicado el 18 de septiembre de 2020.

## Miembros
- Jan-Henrik Ohme - voz (1996 - presente)
- Jon-Arne Vilbo - guitarra (1996 - presente)
- Thomas Andersen - teclado, programación, productor (1996-presente)
- Mikael Krømer - violín, segunda guitarra, programación, coproductor (2001-presente)
- Robert Johansen - batería, percusión (2004-presente)
- Kristian Torp - bajo (2005-presente)

### Antiguos miembros
- Roy Funner - bajo (2000-2004)
- Geir Digernes - batería (2003)

## Discografía
- Get It While It's Cold (37 °C) (2002)
- Bravo (2003)
- When Earth Lets Go (2004)
- Firebird (2005)
- Night (2007)
- Tick Tock (2009)
- Missa Atropos (2010)
- March of Ghosts (2012)
- Demon (2014)
- Molok (2015)
- Soyuz (2018)
- Fireworker (2020)